# Dictionnaire d'histoire et de géographie ecclésiastiques
Le Dictionnaire d'histoire et de géographie ecclésiastiques (DHGE) est une encyclopédie scientifique de référence pour l'ensemble de l'histoire du christianisme, en cours de parution depuis 1909 chez l'éditeur Letouzey et Ané à Paris et depuis 2015 chez Brepols à Turnhout. La liste des entrées de l'encyclopédie comprend les saints, les responsables de l'église, les écrivains théologiens, philosophes, enseignants, les congrégations religieuses, les diocèses, les monastères, les lieux de pèlerinage, etc.
Pour la mise en œuvre de cette encyclopédie, l'éditeur se tourna vers le recteur de l'université catholique de Paris Alfred Baudrillart, futur cardinal. Le premier fascicule de l'édition a été publié en 1909, le premier volume a été achevé en 1912. Après Mgr Baudrillart, ses successeurs en tant que rédacteurs en chef ont été Albert De Meyer (1930-1956) puis Roger Aubert (1960-2009), tous deux professeurs à l'Université catholique de Louvain. En 2014, le volume 31 est en cours de parution. Depuis ce volume, la responsabilité éditoriale est assurée conjointement par l'Université catholique de Louvain et la Katholieke Universiteit Leuven.